# Get Ready to Be Boyzvoiced
Get Ready to be Boyzvoiced är en norsk låtsasdokumentär av och med de norska komikerna Espen Eckbo och Henrik Elvestad. Filmen är en komisk skildring av det hårda livet som pojkbandsstjärna, om hur det är att leva en dröm, och om hur drömmar kan gå i kras...

## Handling
Under sex månader följer kameran de tre bandmedlemmarna i det norska pojkbandet Boyzvoice - bestående av bröderna Tom Petter (alias "M'Pete"), Thorbjörn (alias "Hot Tub") och Roar Lund-Bergseter - då de, efter sin enorma listsuccé i Norge julen 1999 med den platinasäljande singeln Let Me Be Your Father Xmas, skall spela in debutskivan Get Ready to Be Boyzvoiced och lansera sig själva som band på en internationell nivå. Kameran följer bland annat även deras manager, Timothy Dahle, samt deras förmodligen största fan; 14-årige Ove. 
Boyzvoice arbetar inledningsvis hårt på inspelningen och lanseringen av deras CD och den påföljande Norgeturnén. När de emellertid blir påkomna med att mima under en välgörenhetskonsert strax innan albumsläppet uppstår skandal i media och rykten uppstår om att Boyzvoice inte kan sjunga på riktigt, utan använder sig av inhyrda vokalister i studion. Mediaskandalen blir inte bättre av att deras manager även lyckas slå ner några äldre medlemmar ur Frälsningsarmén under samma konsert. När tidningen Se & Hör kort därpå avslöjar att M'Petes 16-åriga flickvän Stine har ljugit för alla om sin ålder, och egentligen bara är 12 år, är skandalen fullständig och Boyzvoice blir utsparkade av sitt skivbolag. Utan gällande skivkontrakt läggs plattan läggs på is och bröderna funderar på att lämna musikbranschen. 
Deras manager lyckas dock snart få dem ett fett sponsorkontrakt med Frionor fiskpinnar, vilket gör att de får pengar till att börja jobba på skivan igen, med planen att släppa materialet på Internet istället. Efter ett framgångsrikt uppträdande på norska HitAwards blir Boyzvoice till sist populärare än någonsin. 14-årige Oves lycka blir även total när han äntligen får möta sina stora idoler i verkligheten i logen på HitAwards. Han får även ta på sig M'Petes scenkostym och uppträda med dem på scen. Det hela slutar dock inte riktigt som Ove hade tänkt sig och även han får slutligen lära sig hur illusioner kan krossas och drömmar gå i kras...

## Rollista
- Espen Eckbo - M'Pete, Ove, Waldemar, Securitas-vakt, webbdesigner, med flera.
- Øyvind Thoen - Hot Tub
- Kaare Daniel Steen - Roar
- Henrik Elvestad - Timothy Dahle, manager
- Linn Skåber - Wenche Pettersen, PR-ansvarig
- Jon Øigarden - Sverre Bratsberg, konsertarrangör
- Atle Antonsen - "Titano"-festivalarrangör
- Trond-Viggo Torgersen - Jens Ovesen, producent
- Ida Thorkildsen Valvik - Stine, M'Petes flickvän
- Jorunn Kjellsby - Ingrid Lund-Bergseter
- Harald Brenna - Alf Lund-Bergseter
- Tony Totino - Brian Kauffman
- Nikis Theophilakis - Lars Erik Martinsen, Frionor Seafoods
- Bernhard Arnø - Stian Mørdre, koreograf
- Trond Høvik - Medlem i Frälsningsarmén
- Bodil Lahelle - Medlem i Frälsningsarmén
- Eivind Sander - Se & Hör-journalist
- Heine Totland - Sig själv
- Espen Lind - Sig själv

## Musik i filmen (Boyzvoice låtar)
- Cousin. Musik av Jens Thoresen. Text av Espen Eckbo och Henrik Elvestad. Framförd av Øyvind Thoen.
- Hey, Mr. President. Musik av Jens Thoresen. Text av Espen Eckbo och Henrik Elvestad. Framförd av Øyvind Thoen.
- We Are the Playmomen. Musik av Jens Thoresen. Text av Espen Eckbo och Henrik Elvestad. Framförd av Øyvind Thoen.
- What's Happening to My Body?. Musik av Jens Thoresen. Text av Espen Eckbo och Henrik Elvestad. Framförd av Øyvind Thoen och Espen Eckbo.
- Twelve Year Old Woman. Musik av Jens Thoresen. Text av Espen Eckbo och Henrik Elvestad. Framförd av Øyvind Thoen.
- Quanta Costa Cerveza?. Musik av Jens Thoresen. Text av Espen Eckbo och Henrik Elvestad. Framförd av Espen Eckbo.
- Library Girl. Musik av Jens Thoresen. Text av Espen Eckbo och Henrik Elvestad. Framförd av Øyvind Thoen.
- Spy Me at Noon. Musik av Jens Thoresen. Text av Espen Eckbo och Henrik Elvestad. Framförd av Espen Eckbo.
- Let Me Be Your Father Christmas. Musik av Jens Thoresen. Text av Espen Eckbo och Henrik Elvestad. Framförd av Øyvind Thoen och Espen Eckbo.